# Andre Agassi
Andre Kirk Agassi (sinh ngày 29 tháng 4 năm 1970 tại Las Vegas, Nevada) là cựu vận động viên quần vợt chuyên nghiệp hạng 1 thế giới của Hoa Kỳ. Ông là một trong năm vận động viên đã thắng cả bốn giải Grand Slam đơn trong sự nghiệp. Ông cũng là vận động viên duy nhất trong Kỷ nguyên mở rộng đã đoạt tất cả các giải Grand Slam đơn, Cúp Tennis Masters, đoạt Cúp Davis (Cúp quần vợt đồng đội thế giới) trong màu áo đội tuyển Mỹ, và huy chương vàng Thế vận hội. Ông từng là vận động viên đã đoạt nhiều chức vô địch ATP Masters Series với (17 danh hiệu).
Vì chấn thương dai dẳng, Agassi đã giải nghệ vào ngày 3 tháng 9 năm 2006, sau khi dừng bước tại vòng ba giải Mỹ mở rộng. Agassi có vợ là Steffi Graf và hai con (1 trai, 1 gái).

## Chung kết Grand Slam

### Đơn: 15 (8 danh hiệu, 7 á quân)
Với chức vô địch Pháp mở rộng 1999, Agassi đã hoàn thành Grand Slam sự nghiệp ở nội dung đơn nam. Anh là tay vợt nam thứ năm trong số tám tay vợt trong lịch sử (sau Don Budge, Fred Perry, Rod Laver, Roy Emerson và trước Roger Federer,  Rafael Nadal và Novak Djokovic) đạt được thành tích này.
| Kết quả | Năm  | Giải đấu                | Mặt sân | Đối thủ            | Tỷ số                             |
| ------- | ---- | ----------------------- | ------- | ------------------ | --------------------------------- |
| Á quân  | 1990 | French Open             | Đất nện | Andrés Gómez       | 3–6, 6–2, 4–6, 4–6                |
| Á quân  | 1990 | US Open                 | Cứng    | Pete Sampras       | 4–6, 3–6, 2–6                     |
| Á quân  | 1991 | French Open             | Đất nện | Jim Courier        | 6–3, 4–6, 6–2, 1–6, 4–6           |
| Vô địch | 1992 | Wimbledon Championships | Cỏ      | Goran Ivanišević   | 6–7(8–10), 6–4, 6–4, 1–6, 6–4     |
| Vô địch | 1994 | US Open                 | Cứng    | Michael Stich      | 6–1, 7–6(7–5), 7–5                |
| Vô địch | 1995 | Australian Open         | Cứng    | Pete Sampras       | 4–6, 6–1, 7–6(8–6), 6–4           |
| Á quân  | 1995 | US Open                 | Cứng    | Pete Sampras       | 4–6, 3–6, 6–4, 5–7                |
| Vô địch | 1999 | French Open             | Đất nện | Andrei Medvedev    | 1–6, 2–6, 6–4, 6–3, 6–4           |
| Á quân  | 1999 | Wimbledon Championships | Cỏ      | Pete Sampras       | 3–6, 4–6, 5–7                     |
| Vô địch | 1999 | US Open                 | Cứng    | Todd Martin        | 6–4, 6–7(5–7), 6–7(2–7), 6–3, 6–2 |
| Vô địch | 2000 | Australian Open         | Cứng    | Yevgeny Kafelnikov | 3–6, 6–3, 6–2, 6–4                |
| Vô địch | 2001 | Australian Open         | Cứng    | Arnaud Clément     | 6–4, 6–2, 6–2                     |
| Á quân  | 2002 | US Open                 | Cứng    | Pete Sampras       | 3–6, 4–6, 7–5, 4–6                |
| Vô địch | 2003 | Australian Open         | Cứng    | Rainer Schüttler   | 6–2, 6–2, 6–1                     |
| Á quân  | 2005 | US Open                 | Cứng    | Roger Federer      | 3–6, 6–2, 6–7(1–7), 1–6           |

## Các trận chung kết quan trọng khác

### Chung kết Masters Cup

#### Đơn: 4 (1 danh hiệu, 3 á quân)
| Kết quả | Năm  | Giải đấu                     | Mặt sân  | Đối thủ         | Tỷ số                   |
| ------- | ---- | ---------------------------- | -------- | --------------- | ----------------------- |
| Vô địch | 1990 | ATP Tour World Championships | Thảm (i) | Stefan Edberg   | 5–7, 7–6(7–5), 7–5, 6–2 |
| Á quân  | 1999 | ATP Tour World Championships | Thảm (i) | Pete Sampras    | 1–6, 5–7, 4–6           |
| Á quân  | 2000 | Tennis Masters Cup           | Cứng (i) | Gustavo Kuerten | 4–6, 4–6, 4–6           |
| Á quân  | 2003 | Tennis Masters Cup           | Cứng     | Roger Federer   | 3–6, 0–6, 4–6           |

### Chung kết Grand Slam Cup

#### Đơn: 1 (1 á quân)
| Kết quả | Năm  | Giải đấu       | Mặt sân  | Đối thủ      | Tỷ số                        |
| ------- | ---- | -------------- | -------- | ------------ | ---------------------------- |
| Á quân  | 1998 | Grand Slam Cup | Cứng (i) | Marcelo Ríos | 4–6, 6–2, 6–7(1–7), 7–5, 3–6 |

### Chung kết ATP Masters Series

#### Đơn: 22 (17 danh hiệu, 5 á quân)
Agassi đã giành được 17 danh hiệu đơn Masters Series, hiện là danh hiệu cao thứ tư mọi thời đại, sau Novak Djokovic, Rafael Nadal và Roger Federer. Đây cũng là tổng số danh hiệu 'cấp độ một' cao thứ sáu (bao gồm cả những danh hiệu trước các sự kiện Masters 1000, chẳng hạn như Super Nine) sau Novak Djokovic (40), Rafael Nadal (36) và Roger Federer (28).
| Kết quả | Năm  | Giải đấu               | Mặt sân  | Đối thủ             | Tỷ số              |
| ------- | ---- | ---------------------- | -------- | ------------------- | ------------------ |
| Á quân  | 1990 | Indian Wells Masters   | Cứng     | Stefan Edberg       | 4–6, 7–5, 6–7, 6–7 |
| Vô địch | 1990 | Miami Open             | Cứng     | Stefan Edberg       | 6–1, 6–4, 0–6, 6–2 |
| Vô địch | 1992 | Canadian Open          | Hard     | Ivan Lendl          | 3–6, 6–2, 6–0      |
| Á quân  | 1994 | Miami Open             | Cứng     | Pete Sampras        | 7–5, 3–6, 3–6      |
| Vô địch | 1994 | Canadian Open (2)      | Cứng     | Jason Stoltenberg   | 6–4, 6–4           |
| Vô địch | 1994 | Paris Masters          | Thảm (i) | Marc Rosset         | 6–3, 6–3, 4–6, 7–5 |
| Á quân  | 1995 | Indian Wells Masters   | Cứng     | Pete Sampras        | 5–7, 3–6, 5–7      |
| Vô địch | 1995 | Miami Open (2)         | Cứng     | Pete Sampras        | 3–6, 6–2, 7–6      |
| Vô địch | 1995 | Canadian Open (3)      | Cứng     | Pete Sampras        | 3–6, 6–2, 6–3      |
| Vô địch | 1995 | Cincinnati Masters     | Cứng     | Michael Chang       | 7–5, 6–2           |
| Vô địch | 1996 | Miami Open (3)         | Cứng     | Goran Ivanišević    | 3–0, chấn thương   |
| Vô địch | 1996 | Cincinnati Masters (2) | Cứng     | Michael Chang       | 7–6, 6–4           |
| Á quân  | 1998 | Miami Open             | Cứng     | Marcelo Ríos        | 5–7, 3–6, 4–6      |
| Vô địch | 1999 | Paris Masters (2)      | Thảm (i) | Marat Safin         | 7–6, 6–2, 4–6, 6–4 |
| Vô địch | 2001 | Indian Wells Masters   | Cứng     | Pete Sampras        | 7–6, 7–5, 6–1      |
| Vô địch | 2001 | Miami Open (4)         | Cứng     | Jan-Michael Gambill | 7–6, 6–1, 6–0      |
| Vô địch | 2002 | Miami Open (5)         | Cứng     | Roger Federer       | 6–3, 6–3, 3–6, 6–4 |
| Vô địch | 2002 | Italian Open           | Đất nện  | Tommy Haas          | 6–3, 6–3, 6–0      |
| Vô địch | 2002 | Madrid Open            | Cứng (i) | Jiří Novák          | Bỏ cuộc            |
| Vô địch | 2003 | Miami Open (6)         | Cứng     | Carlos Moyá         | 6–3, 6–3           |
| Vô địch | 2004 | Cincinnati Masters (3) | Cứng     | Lleyton Hewitt      | 6–3, 3–6, 6–2      |
| Á quân  | 2005 | Canadian Open          | Cứng     | Rafael Nadal        | 3–6, 6–4, 2–6      |

### Chung kết Olympic

#### Singles: 1 (1 huy chương vàng)
| Kết quả | Năm  | Giải đấu | Mặt sân | Đối thủ        | Tỷ số         |
| ------- | ---- | -------- | ------- | -------------- | ------------- |
| Vô địch | 1996 | Atlanta  | Cứng    | Sergi Bruguera | 6–2, 6–3, 6–1 |

## Chung kết ATP

### Đơn: 90 (60 danh hiệu, 30 á quân)
| Giải đấu                                                         |
| ---------------------------------------------------------------- |
| Grand Slam (8–7)                                                 |
| Year-end championships – ATP (1–3)                               |
| Grand Slam Cup – ITF (0–1)                                       |
| ATP Super 9 / ATP Masters Series (17–5)                          |
| Olympic Games (1–0)                                              |
| ATP Championship Series / ATP International Series Gold (6–3)    |
| Grand Prix / ATP World Series / ATP International Series (27–11) |

| Mặt sân       |
| ------------- |
| Cứng (46–24)  |
| Đất nện (7–5) |
| Cỏ (1–1)      |
| Thảm (6–0)    |

| Kiểu sân           |
| ------------------ |
| Ngoài trời (48–22) |
| Trong nhà (12–8)   |

| Kết quả | Thắng-Thua | Ngày              | Giải đấu                                  | Mặt sân  | Đối thủ              | Tỷ số                             |
| ------- | ---------- | ----------------- | ----------------------------------------- | -------- | -------------------- | --------------------------------- |
| Á quân  | 0–1        | Tháng 4 năm 1987  | Seoul, Hàn Quốc                           | Cứng     | Jim Grabb            | 6–1, 4–6, 2–6                     |
| Vô địch | 1–1        | Tháng 11 năm 1987 | Itaparica, Brazil                         | Cứng     | Luiz Mattar          | 7–6(8–6), 6–2                     |
| Vô địch | 2–1        | Tháng 2 năm 1988  | Memphis, Mỹ                               | Cứng (i) | Mikael Pernfors      | 6–4, 6–4, 7–5                     |
| Vô địch | 3–1        | Tháng 4 năm 1988  | Charleston, Mỹ                            | Đất nện  | Jimmy Arias          | 6–2, 6–2                          |
| Vô địch | 4–1        | Tháng 5 năm 1988  | Forest Hills, Mỹ                          | Đất nện  | Slobodan Živojinović | 7–5, 7–6(7–2), 7–5                |
| Vô địch | 5–1        | Tháng 7 năm 1988  | Stuttgart, Tây Đức                        | Đất nện  | Andrés Gómez         | 6–4, 6–2                          |
| Vô địch | 6–1        | Tháng 7 năm 1988  | Stratton Mountain, Mỹ                     | Cứng     | Paul Annacone        | 6–2, 6–4                          |
| Vô địch | 7–1        | Tháng 8 năm 1988  | Livingston, Mỹ                            | Cứng     | Jeff Tarango         | 6–2, 6–4                          |
| Á quân  | 7–2        | Tháng 9 năm 1988  | Los Angeles, Mỹ                           | Cứng     | Mikael Pernfors      | 2–6, 5–7                          |
| Á quân  | 7–3        | Tháng 5 năm 1989  | Rome, Ý                                   | Đất nện  | Alberto Mancini      | 3–6, 6–4, 6–2, 6–7(2–7), 1–6      |
| Vô địch | 8–3        | Tháng 10 năm 1989 | Orlando, Mỹ                               | Cứng     | Brad Gilbert         | 6–2, 6–1                          |
| Vô địch | 9–3        | Tháng 2 năm 1990  | San Francisco, Mỹ                         | Thảm (i) | Todd Witsken         | 6–1, 6–3                          |
| Á quân  | 9–4        | Tháng 3 năm 1990  | Indian Wells, Mỹ                          | Hard     | Stefan Edberg        | 4–6, 7–5, 6–7(1–7), 6–7(6–8)      |
| Vô địch | 10–4       | Tháng 3 năm 1990  | Miami, Mỹ                                 | Cứng     | Stefan Edberg        | 6–1, 6–4, 0–6, 6–2                |
| Á quân  | 10–5       | Tháng 6 năm 1990  | French Open, Paris, Pháp                  | Đất nện  | Andrés Gómez         | 3–6, 6–2, 4–6, 4–6                |
| Vô địch | 11–5       | Tháng 7 năm 1990  | Washington, Mỹ                            | Cứng     | Jim Grabb            | 6–1, 6–4                          |
| Á quân  | 11–6       | Tháng 9 năm 1990  | US Open, New York, Mỹ                     | Cứng     | Pete Sampras         | 4–6, 3–6, 2–6                     |
| Vô địch | 12–6       | Tháng 11 năm 1990 | ATP Finals, Frankfurt, Đức                | Thảm (i) | Stefan Edberg        | 5–7, 7–6(7–5), 7–5, 6–2           |
| Vô địch | 13–6       | Tháng 4 năm 1991  | Orlando, Mỹ                               | Cứng     | Derrick Rostagno     | 6–2, 1–6, 6–3                     |
| Á quân  | 13–7       | Tháng 6 năm 1991  | French Open, Paris, Pháp                  | Đất nện  | Jim Courier          | 6–3, 4–6, 6–2, 1–6, 4–6           |
| Vô địch | 14–7       | Tháng 7 năm 1991  | Washington, D.C., Mỹ (2)                  | Cứng     | Petr Korda           | 6–3, 6–4                          |
| Vô địch | 15–7       | Tháng 4 năm 1992  | Atlanta, Mỹ                               | Đất nện  | Pete Sampras         | 7–5, 6–4                          |
| Vô địch | 16–7       | Tháng 7 năm 1992  | Wimbledon, London, Vương quốc Anh         | Cỏ       | Goran Ivanišević     | 6–7(8–10), 6–4, 6–4, 1–6, 6–4     |
| Vô địch | 17–7       | Tháng 7 năm 1992  | Toronto, Canada                           | Cứng     | Ivan Lendl           | 3–6, 6–2, 6–0                     |
| Vô địch | 18–7       | Tháng 2 năm 1993  | San Francisco, Mỹ (2)                     | Cứng (i) | Brad Gilbert         | 6–2, 6–7(4–7), 6–2                |
| Vô địch | 19–7       | Tháng 2 năm 1993  | Scottsdale, Mỹ                            | Cứng     | Marcos Ondruska      | 6–2, 3–6, 6–3                     |
| Vô địch | 20–7       | Tháng 2 năm 1994  | Scottsdale, Mỹ (2)                        | Cứng     | Luiz Mattar          | 6–4, 6–3                          |
| Á quân  | 20–8       | Tháng 3 năm 1994  | Miami, Mỹ                                 | Cứng     | Pete Sampras         | 7–5, 3–6, 3–6                     |
| Vô địch | 21–8       | Tháng 7 năm 1994  | Toronto, Canada (2)                       | Cứng     | Jason Stoltenberg    | 6–4, 6–4                          |
| Vô địch | 22–8       | Tháng 8 năm 1994  | US Open, New York City, Mỹ                | Cứng     | Michael Stich        | 6–1, 7–6(7–5), 7–5                |
| Vô địch | 23–8       | Tháng 10 năm 1994 | Vienna, Áo                                | Thảm (i) | Michael Stich        | 7–6(7–4), 4–6, 6–2, 6–3           |
| Vô địch | 24–8       | Tháng 10 năm 1994 | Paris, Pháp                               | Thảm (i) | Marc Rosset          | 6–3, 6–3, 4–6, 7–5                |
| Vô địch | 25–8       | Tháng 1 năm 1995  | Australian Open, Melbourne, Australia     | Cứng     | Pete Sampras         | 4–6, 6–1, 7–6(8–6), 6–4           |
| Vô địch | 26–8       | Tháng 2 năm 1995  | San Jose, Mỹ (3)                          | Cứng (i) | Michael Chang        | 6–2, 1–6, 6–3                     |
| Á quân  | 26–9       | Tháng 3 năm 1995  | Indian Wells, Mỹ                          | Cứng     | Pete Sampras         | 5–7, 3–6, 5–7                     |
| Vô địch | 27–9       | Tháng 3 năm 1995  | Miami, Mỹ (2)                             | Cứng     | Pete Sampras         | 3–6, 6–2, 7–6(7–4)                |
| Á quân  | 27–10      | Tháng 4 năm 1995  | Tokyo, Nhật Bản                           | Cứng     | Jim Courier          | 4–6, 3–6                          |
| Á quân  | 27–11      | Tháng 5 năm 1995  | Atlanta, Mỹ                               | Đất nện  | Michael Chang        | 2–6, 7–6(8–6), 4–6                |
| Vô địch | 28–11      | Tháng 7 năm 1995  | Washington, Mỹ (3)                        | Cứng     | Stefan Edberg        | 6–4, 2–6, 7–5                     |
| Vô địch | 29–11      | Tháng 7 năm 1995  | Montreal, Canada (3)                      | Cứng     | Pete Sampras         | 3–6, 6–2, 6–3                     |
| Vô địch | 30–11      | Tháng 8 năm 1995  | Cincinnati, Mỹ                            | Cứng     | Michael Chang        | 7–5, 6–2                          |
| Vô địch | 31–11      | Tháng 8 năm 1995  | New Haven, Mỹ                             | Cứng     | Richard Krajicek     | 3–6, 7–6(7–2), 6–3                |
| Á quân  | 31–12      | Tháng 9 năm 1995  | US Open, New York City, Mỹ                | Cứng     | Pete Sampras         | 4–6, 3–6, 6–4, 5–7                |
| Á quân  | 31–13      | Tháng 2 năm 1996  | San José, Mỹ                              | Cứng (i) | Pete Sampras         | 2–6, 3–6                          |
| Vô địch | 32–13      | Tháng 3 năm 1996  | Miami, Mỹ (3)                             | Cứng     | Goran Ivanišević     | 3–0, chấn thương                  |
| Vô địch | 33–13      | Tháng 7 năm 1996  | Olympic Games, Atlanta, Mỹ                | Cứng     | Sergi Bruguera       | 6–2, 6–3, 6–1                     |
| Vô địch | 34–13      | Tháng 8 năm 1996  | Cincinnati, Mỹ (2)                        | Cứng     | Michael Chang        | 7–6(7–4), 6–4                     |
| Vô địch | 35–13      | Tháng 2 năm 1998  | San Jose, US (4)                          | Cứng (i) | Pete Sampras         | 6–2, 6–4                          |
| Vô địch | 36–13      | Tháng 3 năm 1998  | Scottsdale, Mỹ (3)                        | Cứng     | Jason Stoltenberg    | 6–4, 7–6(7–3)                     |
| Á quân  | 36–14      | Tháng 3 năm 1998  | Miami, Mỹ                                 | Cứng     | Marcelo Ríos         | 5–7, 3–6, 4–6                     |
| Á quân  | 36–15      | Tháng 5 năm 1998  | Munich, Đức                               | Đất nện  | Thomas Enqvist       | 7–6(7–4), 6–7(6–8), 3–6           |
| Vô địch | 37–15      | Tháng 7 năm 1998  | Washington, Mỹ (4)                        | Cứng     | Scott Draper         | 6–2, 6–0                          |
| Vô địch | 38–15      | Tháng 7 năm 1998  | Los Angeles, Mỹ                           | Cứng     | Tim Henman           | 6–4, 6–4                          |
| Á quân  | 38–16      | Tháng 8 năm 1998  | Indianapolis, Mỹ                          | Cứng     | Àlex Corretja        | 6–2, 2–6, 3–6                     |
| Á quân  | 38–17      | Tháng 9 năm 1998  | Grand Slam Cup, Munich, Đức               | Cứng (i) | Marcelo Ríos         | 4–6, 6–2, 6–7(1–7), 7–5, 3–6      |
| Á quân  | 38–18      | Tháng 10 năm 1998 | Basel, Thụy Sĩ                            | Cứng (i) | Tim Henman           | 4–6, 3–6, 6–3, 4–6                |
| Vô địch | 39–18      | Tháng 10 năm 1998 | Ostrava, Cộng hòa Séc                     | Thảm (i) | Ján Krošlák          | 6–2, 3–6, 6–3                     |
| Vô địch | 40–18      | Tháng 4 năm 1999  | Hong Kong, Trung Quốc                     | Cứng     | Boris Becker         | 6–7(4–7), 6–4, 6–4                |
| Vô địch | 41–18      | Tháng 5 năm 1999  | French Open, Paris, Pháp                  | Đất nện  | Andrei Medvedev      | 1–6, 2–6, 6–4, 6–3, 6–4           |
| Á quân  | 41–19      | Tháng 7 năm 1999  | Wimbledon, London, Vương quốc Anh         | Cỏ       | Pete Sampras         | 3–6, 4–6, 5–7                     |
| Á quân  | 41–20      | Tháng 8 năm 1999  | Los Angeles, Mỹ                           | Cứng     | Pete Sampras         | 6–7(3–7), 6–7(1–7)                |
| Vô địch | 42–20      | Tháng 8 năm 1999  | Washington, Mỹ (5)                        | Cứng     | Yevgeny Kafelnikov   | 7–6(7–3), 6–1                     |
| Vô địch | 43–20      | Tháng 8 năm 1999  | US Open, New York City, Mỹ (2)            | Cứng     | Todd Martin          | 6–4, 6–7(5–7), 6–7(2–7), 6–3, 6–2 |
| Vô địch | 44–20      | Tháng 11 năm 1999 | Paris, Pháp (2)                           | Thảm (i) | Marat Safin          | 7–6(7–1), 6–2, 4–6, 6–4           |
| Á quân  | 44–21      | Tháng 11 năm 1999 | ATP Finals, Hanover, Đức                  | Cứng (i) | Pete Sampras         | 1–6, 5–7, 4–6                     |
| Vô địch | 45–21      | Tháng 1 năm 2000  | Australian Open, Melbourne, Australia (2) | Cứng     | Yevgeny Kafelnikov   | 3–6, 6–3, 6–2, 6–4                |
| Á quân  | 45–22      | Tháng 8 năm 2000  | Washington, Mỹ                            | Cứng     | Àlex Corretja        | 2–6, 3–6                          |
| Á quân  | 45–23      | Tháng 12 năm 2000 | Tennis Masters Cup, Lisbon, Bồ Đào Nha    | Cứng (i) | Gustavo Kuerten      | 4–6, 4–6, 4–6                     |
| Vô địch | 46–23      | Tháng 1 năm 2001  | Australian Open, Melbourne, Australia (3) | Cứng     | Arnaud Clément       | 6–4, 6–2, 6–2                     |
| Á quân  | 46–24      | Tháng 3 năm 2001  | San José, Mỹ                              | Cứng (i) | Greg Rusedski        | 3–6, 4–6                          |
| Vô địch | 47–24      | Tháng 3 năm 2001  | Indian Wells, Mỹ                          | Cứng     | Pete Sampras         | 7–6(7–5), 7–5, 6–1                |
| Vô địch | 48–24      | Tháng 3 năm 2001  | Miami, Mỹ (4)                             | Cứng     | Jan-Michael Gambill  | 7–6(7–4), 6–1, 6–0                |
| Vô địch | 49–24      | Tháng 7 năm 2001  | Los Angeles, Mỹ (2)                       | Cứng     | Pete Sampras         | 6–4, 6–2                          |
| Á quân  | 49–25      | Tháng 3 năm 2002  | San José, Mỹ                              | Cứng (i) | Lleyton Hewitt       | 6–4, 6–7(6–8), 6–7(4–7)           |
| Vô địch | 50–25      | Tháng 3 năm 2002  | Scottsdale, Mỹ (4)                        | Cứng     | Juan Balcells        | 6–2, 7–6(7–2)                     |
| Vô địch | 51–25      | Tháng 3 năm 2002  | Miami, Mỹ (5)                             | Cứng     | Roger Federer        | 6–3, 6–3, 3–6, 6–4                |
| Vô địch | 52–25      | Tháng 5 năm 2002  | Rome, Ý                                   | Đất nện  | Tommy Haas           | 6–3, 6–3, 6–0                     |
| Vô địch | 53–25      | Tháng 7 năm 2002  | Los Angeles, Mỹ (3)                       | Cứng     | Jan-Michael Gambill  | 6–2, 6–4                          |
| Á quân  | 53–26      | Tháng 9 năm 2002  | US Open, New York, Mỹ                     | Cứng     | Pete Sampras         | 3–6, 4–6, 7–5, 4–6                |
| Vô địch | 54–26      | Tháng 10 năm 2002 | Madrid, Tây Ban Nha                       | Cứng (i) | Jiří Novák           | Bỏ cuộc                           |
| Vô địch | 55–26      | Tháng 1 năm 2003  | Australian Open, Melbourne, Australia (4) | Cứng     | Rainer Schüttler     | 6–2, 6–2, 6–1                     |
| Vô địch | 56–26      | Tháng 2 năm 2003  | San Jose, Mỹ (5)                          | Cứng (i) | Davide Sanguinetti   | 6–3, 6–1                          |
| Vô địch | 57–26      | Tháng 3 năm 2003  | Miami, Mỹ (6)                             | Cứng     | Carlos Moyá          | 6–3, 6–3                          |
| Vô địch | 58–26      | Tháng 4 năm 2003  | Houston, Mỹ (2)                           | Đất nện  | Andy Roddick         | 3–6, 6–3, 6–4                     |
| Loss    | 58–27      | Tháng 11 năm 2003 | Tennis Masters Cup, Houston, Mỹ           | Cứng     | Roger Federer        | 3–6, 0–6, 4–6                     |
| Vô địch | 59–27      | Tháng 8 năm 2004  | Cincinnati, Mỹ (3)                        | Cứng     | Lleyton Hewitt       | 6–3, 3–6, 6–2                     |
| Á quân  | 59–28      | Tháng 11 năm 2004 | Stockholm, Thụy Điển                      | Cứng (i) | Thomas Johansson     | 6–3, 3–6, 6–7(4–7)                |
| Vô địch | 60–28      | Tháng 7 năm 2005  | Los Angeles, Mỹ (4)                       | Cứng     | Gilles Müller        | 6–4, 7–5                          |
| Á quân  | 60–29      | Tháng 8 năm 2005  | Montreal, Canada                          | Cứng     | Rafael Nadal         | 3–6, 6–4, 2–6                     |
| Á quân  | 60–30      | Tháng 9 năm 2005  | US Open, New York, Mỹ                     | Cứng     | Roger Federer        | 3–6, 6–2, 6–7(1–7), 1–6           |

### Đôi: 4 (1 danh hiệu, 3 á quân)
| Kết quả | Số thứ tự | Ngày             | Giải đấu              | Mặt sân | Đồng đội        | Đối thủ                        | Tỷ số    |
| ------- | --------- | ---------------- | --------------------- | ------- | --------------- | ------------------------------ | -------- |
| Á quân  | 1.        | Tháng 7 năm 1992 | Toronto, Canada       | Cứng    | John McEnroe    | Patrick Galbraith Danie Visser | 4-6, 4-6 |
| Vô địch | 1.        | Tháng 8 năm 1993 | Cincinnati, Mỹ        | Cứng    | Petr Korda      | Stefan Edberg Henrik Holm      | 7–6, 6–4 |
| Á quân  | 2.        | Apr 1999         | Hong Kong, Trung Quốc | Cứng    | David Wheaton   | James Greenhalgh Grant Silcock | Bỏ cuộc  |
| Á quân  | 3.        | Aug 2000         | Washington, Mỹ        | Cứng    | Sargis Sargsian | Alex O'Brien Jared Palmer      | 5-7, 1-6 |

### Giải đấu đồng đội: 3 (2 danh hiệu, 1 á quân)
| Kết quả | Số thứ tự | Ngày                           | Giải đấu                      | Mặt sân     | Đồng đội                              | Đối thủ                                                  | Tỷ số |
| ------- | --------- | ------------------------------ | ----------------------------- | ----------- | ------------------------------------- | -------------------------------------------------------- | ----- |
| Vô địch | 1.        | 30 tháng 11 – 2 tháng 12, 1990 | Davis Cup, St. Petersburg, Mỹ | Đất nện (i) | Michael Chang Rick Leach Jim Pugh     | Darren Cahill Pat Cash Richard Fromberg John Fitzgerald  | 3–2   |
| Á quân  | 1.        | 29 tháng 11 – 1 tháng 12, 1991 | Davis Cup, Lyon, Pháp         | Thảm (i)    | Pete Sampras Ken Flach Robert Seguso  | Guy Forget Henri Leconte Arnaud Boetsch Olivier Delaître | 1–3   |
| Vô địch | 2.        | 4–6 tháng 12, 1992             | Davis Cup, Fort Worth, Mỹ     | Thảm (i)    | Jim Courier John McEnroe Pete Sampras | Marc Rosset Jakob Hlasek Thierry Grin Claudio Mezzadri   | 3–1   |